# Saturn L-Series
O L-Series foi um modelo médio da Saturn desenvolvido com base no Opel Vectra e B produzido entre 2000 e 2005.